# ヴィリー・ゲルラッハ
ヴィリー・ゲルラッハ（Willy Gerlach, 1909年11月10日 - 没年不明）は、ドイツのオーボエ奏者。戦前から戦後のライプツィヒ・ゲヴァントハウス管弦楽団を支えた。

## 経歴
- 1909年　エルバーフェルトに音楽家の息子として生まれる。
- ケルン音楽大学で2年間オーボエを学んだ後、ベルリンの国立アカデミー音楽大学（Staatliche Akademie Hochschule für Musik）でフリッツ・フレミング（Fritz Flemming）教授に師事。
- 1931年 - 1933年　ベルリンの軍司令部音楽隊に入り、この時期ベルリン・フィルハーモニー管弦楽団の首席オーボエ奏者グスタフ・カーン（Gustav Kern）の教えを受ける。
- 1933年 - 1935年　ヴッパタール交響楽団に副首席オーボエ奏者として入団。
- 1936年 - 1968年　指揮者への転向のため退団するルドルフ・ケンペの後任として、名門ライプツィヒ・ゲヴァントハウス管弦楽団の首席オーボエ奏者に任命される。
- 1941年 - 1958年　ベルリン・フィルに移籍したヘルムート・シュレーフォークト（Helmut Schlövogt）の後任として、ゲヴァントハウス木管五重奏団に参加。
- 1942年 - 1962年　ライプツィヒ音楽大学で教鞭を執る。門下にベルリン放送交響楽団のギュンター・パッシン、ゲヴァントハウス管弦楽団のペーター・フィッシャーなど。
- 1968年 - 1972年　2番奏者に降格。クラウス＝ペーター・ギュッツ（Klaus-Peter Gütz）に首席の座を譲る。

## 参照
- Hans-Rainer Jung:　Das Gewandhausorchester ---Seine Mitglieder und seine Geschichte seit 1743---,　Verlag Faber & Faber Leipzig (2006),　ISBN 978-3-936618-86-0